# فريدي ليتل
فريدي ليتل (بالإنجليزية: Freddie Little)‏ مواليد 25 أبريل 1936 في مسيسيبي، الولايات المتحدة، هو ملاكم محترف أمريكي سابق صنّف ضمن فئة وزن خفيف المتوسط بدأ مسيرته الاحترافية سنة 1957.

## إحصائيات
خاض خلال مسيرته 58 نزالا، فاز في 51 ولم يتعادل وخسر في 6. فاز بالضربة القاضية في 32 نزالا.

## روابط خارجية
- فريدي ليتل على موقع بوكس ريك (الإنجليزية) (registration required)
- فريدي ليتل على موقع قاعة ميسيسيبي للمشاهير الرياضية (الإنجليزية)